# Hlohovčice
Hlohovčice är en ort i Tjeckien.   Den ligger i regionen Plzeň, i den västra delen av landet, 110 km sydväst om huvudstaden Prag. Hlohovčice ligger 416 meter över havet och antalet invånare är 191.
Terrängen runt Hlohovčice är huvudsakligen platt, men söderut är den kuperad. Runt Hlohovčice är det ganska glesbefolkat, med 22 invånare per kvadratkilometer. Närmaste större samhälle är Klatovy, 19,1 km sydost om Hlohovčice. Omgivningarna runt Hlohovčice är en mosaik av jordbruksmark och naturlig växtlighet.